# Tanuma Okitsugu
Tanuma Okitsugu (田沼意次; Edo, 11 settembre 1719 – Edo, 25 agosto 1788) è stato un funzionario giapponese, ciambellano (sobashū) e consigliere anziano (rōjū) dello shōgun Tokugawa Ieharu dello shogunato Tokugawa, nel periodo Edo del Giappone.
Tanuma e suo figlio esercitarono un enorme potere, specialmente negli ultimi quattordici anni del regno dello shōgun Ieharu. È noto per le riforme economiche dell'era Tenmei e la corruzione dilagante. Era anche un daimyō del dominio di Sagara dal 1767 al 1786. Usò il titolo Tonomo-no-kami.

## Biografia
Le sue riforme di Tanuma miravano a correggere i problemi sistemici nell'economia giapponese, in particolare lo squilibrio commerciale tra le province (han) e le aree shogunali (tenryō) del Giappone. Il precedente shōgun, Tokugawa Yoshimune, cercò di correggere i problemi economici dello shogunato con la frugalità e un focus sull'agricoltura. Invece, Tanuma svalutò la valuta, vendette i diritti di monopolio ai commercianti e tassava le corporazioni mercantili. Per arginare le bilance commerciali sfavorevoli e il deflusso di lingotti, prese provvedimenti per aumentare le esportazioni estere e fissare quote di esportazione per le miniere di rame di Akita (il rame era il principale metallo di conio durante quel periodo), nonostante i prezzi interni più elevati. La sua amministrazione concesse brevetti di monopolio per numerosi prodotti, tra cui ferro, ottone, zolfo, ginseng e olio per lampade. Grandi investimenti vennero fatti nel massiccio programma di drenaggio per aumentare i terreni agricoli.
Nonostante le sue intenzioni di servire il bene pubblico, era profondamente corrotto ed esacerbò la corruzione nel governo. Diversi anni di fallimenti dei raccolti dal 1783 al 1787, derivanti dalla siccità seguita da inondazioni, portarono a carestie e frequenti rivolte.
Nel 1784, suo figlio, il wakadoshiyori (consigliere minore) Tanuma Okitomo, fu assassinato all'interno del castello di Edo. Okitomo fu ucciso davanti a suo padre mentre entrambi stavano tornando al loro norimono, dopo che una riunione dei Consiglieri di Stato si era interrotta. Okitomo fu ucciso da Sano Masakoto, un hatamoto. Si sospettava il coinvolgimento di figure di alto livello nel bakufu, ma solo l'assassino stesso fu punito.
La carestia portò ad un picco in una serie di proteste e ribellioni contadine, culminate nelle rivolte di Edo del 1787. Gli oppositori tradizionalisti della riforma la interpretarono come la "voce del Cielo", seguita dalla "voce del popolo". Con l'assassinio di suo figlio e la morte del suo patrono Tokugawa Ieharu, cadde dal potere. Il risultato fu che le riforme e l'allentamento delle restrizioni del sakoku furono bloccati.